# Рододендрон гъст
Рододендрон гъст  (Rhododendron impeditum) е вечнозелен храст, вид от рода Рододендрон (Rhododendron), семейство Пиренови (Ericaceae).
Използва се като декоративно градинарско растение, а също и в развъдни програми.

## Разпространение и екология
Китай (северозападен Юнан, западен Съчуан). Открити склонове, гъсталаци от рододендрони, алпийски ливади на 2500 – 4600 метра надморска височина  .

## Ботаническо описание
Вечнозелен нисък храст, висок 0,3 до 1,2 м. Годишен прираст 1 – 3 см. Короната е гъста, с форма на възглавница. Издънките са къси, покрити с малки черни люспи. Кората е кафява, люспеста.
Листата са яйцевидни, елипсовидни, широкоелиптични или продълговати, (0,4–)0,5 – 1,4(–1,6) × (0,25–)0,3 – 0,6(–0,8) cm. Горната и долната страна са силно люспести. Разстоянието между везните е половината от диаметъра на скалата. Листните дръжки са покрити с люспи и власинки, дължината им е 1 – 3 мм.
Цветовете в съцветията са от 2 до 4 броя.
Венчето е (0,7–)0,8 – 1,5 cm, при култивирани форми с диаметър 2 – 2,5 cm, широко фуниевидно, виолетово-синьо, лилаво, виолетово, розово-лавандулово, по-рядко бяло, вътрешната част на фаринкса е окосмена. Дръжките са 1 – 4 см. Стил гол. Тичинки са 5 – 11 броя, основите са от нишки, покрити с власинки. Цъфти от май до средата на юни, след като листата цъфтят, често отново през август – септември.
Плодът е малка кутийка, семената са светлокафяви, узряват през октомври.

## В културата
В културата от 1918 г. Използва се главно в алпинеуми.
Фотофилен. Предпочита влажни, слабо кисели или кисели, торфени почви. Устойчив на замръзване. В климатичните условия на централна Русия е напълно зимоустойчив.
Цъфти още на втората година след засяване на семена.
В GBS от 1965 г. Височина 0,45 м, диаметър на короната 50 см. Вегетация 139 дни. Първият цъфтеж и плододаване на 15-годишна възраст, в оранжерията – на втората година от живота. Цъфти ежегодно, обилно, в продължение на 28 – 30 дни. Кълняемост на семената 95%. В условията на Нижни Новгородска област, при наличие на снежна покривка, той е зимоустойчив. При безснежни зими, с малко снежна покривка, замръзва. Цъфти обилно само след топли зими. Семената узряват.
В културата има белоцветни и розовоцветни форми на този вид, които са получили статут на сорт. Сортовете от хибриден произход, създадени с участието на гъст рододендрон, като правило, са много по-големи от видовете растения.